# Amblyderus werneri
Amblyderus werneri är en skalbaggsart som beskrevs av Weismann och Boris C. Kondratieff 1999. Amblyderus werneri ingår i släktet Amblyderus och familjen kvickbaggar. Inga underarter finns listade i Catalogue of Life.